# Aguatón
Aguatón es una localidad y municipio español de la provincia de Teruel, perteneciente a la comunidad autónoma de Aragón. Cuenta con una población de 17 habitantes (INE 2024).

## Geografía
La carretera más importante es TE-V-1002. Al extremo sur sale una ruta que sube al pico Palomera.

## Historia
Hacia mediados del siglo XIX, el lugar, ya por entonces con ayuntamiento propio, tenía contabilizada una población de 332 habitantes. Aparece descrito en el primer volumen del Diccionario geográfico-estadístico-histórico de España y sus posesiones de Ultramar de Pascual Madoz con las siguientes palabras:

AGUATON: l. con ayunt., de la prov., adm. de rent. y dióc. de Teruel, (6 leg.), part. jud. de Albarracin (5), aud. ter. y c. g. de Zaragoza (21): sit. en parage montuoso sobre la cord. que hay á la der. del r. Cella, bien ventilado y sano á pesar de la frialdad del clima. Tiene 53 casas: una escuela elemental de instruccion primaria bajo la direccion de maestro examinado, dotado por los fondos del comun con 36 fan. de centeno, á la que concurren 37 alumnos: otra escuela de niñas en la que se enseñan á estas, las labores propias del sexo: y una parr. erigida en el año 1777, cuya igl. bajo la advocacion de la exaltacion de la Cruz, es de órden compuesto con 9 altares, y una torre con su reloj. Sirve el culto un cura propio: el cementerio está á un estremo de la pobl.; dentro de esta, hay una abundante fuente de delicadas aguas, de la que se surten los vec., y otras por los alrededores, contribuyendo todas á aumentar el caudal del pequeño arroyo que cruza por las calles del pueblo: no muy separado de este, hay una ermita, donde se venera la imágen de la Vírgen bajo el título de Ntra. Sra. del Castillo, por ser tradicion haberse encontrado aquella en un cast., cuyas ruinas se ven al pié de la hermita. Todos los años en los dias 13 y 14 de setiembre, celebra su fiesta una cofradía compuesta de los vec. de los cinco pueblos inmediatos. Confina el term, por el N. con el de Argente, por el E. con el de Cáñamos, por el S. con el de Torrelacárcel y por el O. con los de Bueña y Singra; y se estiende 1 1/2 hora á lo largo, y 1/2 hora á lo ancho. El terreno, aunque de buena calidad es todo secano; se cultivan 500 fan.; parte forma un carrascal, útil solo para el combustible, y parte sirve para pasto de los ganados. Prod. trigo, centeno, cebada, avena, ganado lanar y cabrio. Pobl. 53 vec.: 212 alm. Cap. imp. 34,562.
(Madoz, 1845, p. 127)

## Demografía
Aguatón cuenta con una población de 17 habitantes (INE 2024).
| Gráfica de evolución demográfica de Aguatón entre 1842 y 2021                                                       |
| |
| Población de derecho según los censos de población del INE Población de hecho según los censos de población del INE |

## Administración y política

### Gobierno municipal
| Período   | Alcalde                       | Partido |  |
| --------- | ----------------------------- | ------- |  |
| 1979-1983 | Miguel Sanz Gómez             | UCD     |  |
| 1983-1987 |                               |         |  |
| 1987-1991 |                               |         |  |
| 1991-1995 |                               |         |  |
| 1995-1999 |                               |         |  |
| 1999-2003 |                               |         |  |
| 2003-2007 |                               |         |  |
| 2007-2011 |                               |         |  |
| 2011-2015 | Juan Ramón Miguel Cardo Muñoz | PSOE    |  |
| 2015-     | Juan Ramón Miguel Cardo Muñoz | PSOE    |  |

| Partido político    | Partido político                                   | 2003   | 2007   | 2011   | 2015   |
| Partido político    | Partido político                                   | Ediles | Ediles | Ediles | Ediles |
|                     | Partido de los Socialistas de Aragón (PSOE-Aragón) | 1      | 1      | 1      | 1      |
|                     | Partido Popular de Aragón (PP)                     | —      | —      | —      | —      |
| Total de concejales | Total de concejales                                | 1      | 1      | 1      | 1      |

#### Evolución de la deuda viva municipal
El concepto de deuda viva contempla solo las deudas con cajas y bancos relativas a créditos financieros, valores de renta fija y préstamos o créditos transferidos a terceros, excluyéndose, por tanto, la deuda comercial.
Entre los años 2008 a 2014 este ayuntamiento no ha tenido deuda viva.